# USS Wasp (CV-18)
«Уосп» (англ. USS Wasp (CV-18)) — важкий ударний авіаносець США періоду Другої світової війни типу «Ессекс». Десятий корабель з цією назвою у ВМС США.

## Історія створення

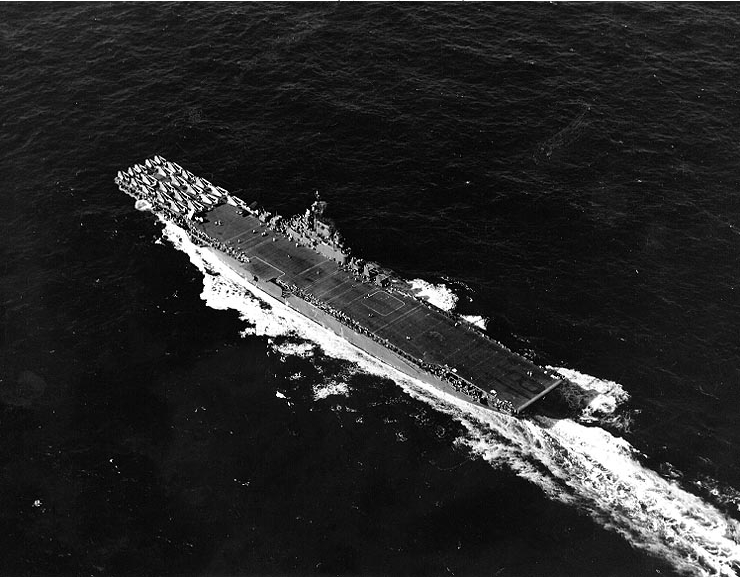
Авіаносець «Уосп» в поході, 22 лютого 1944 року

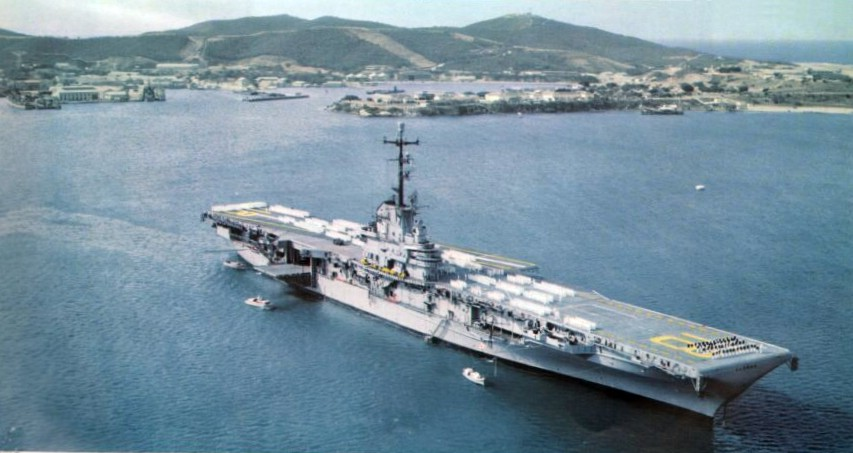
Авіаносець «Уосп» у Середземному морі, 1958 рік

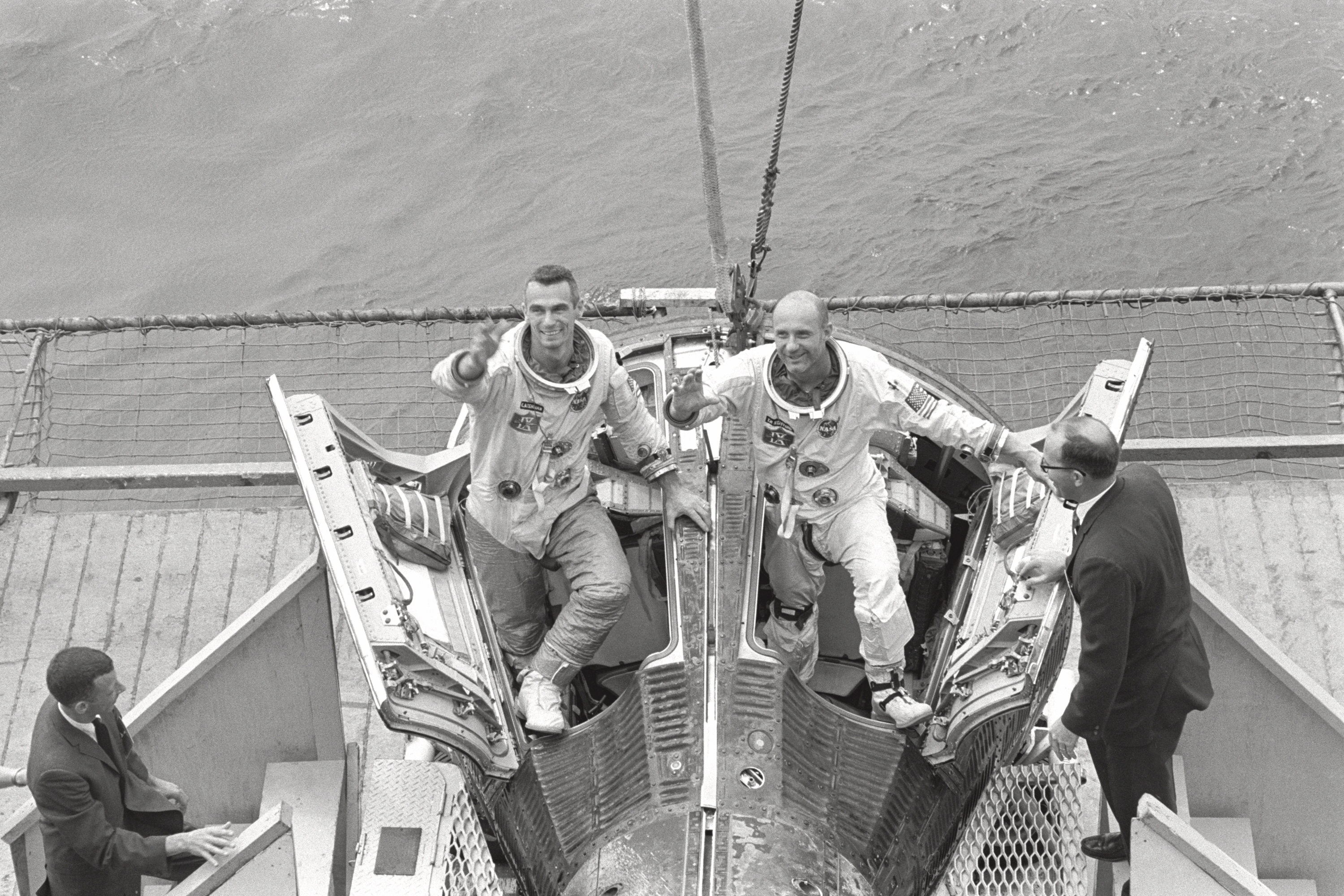
Екіпаж космічного корабля «Джеміні-9» на борту авіаносця «Уосп», 6 червня 1966 року

Авіаносець «Уосп» був закладений 18 березня 1942 року на верфі Bethlehem Steel Corporation під ім'ям Oriscani, але 26 вересня 1942 року перейменований на «Уосп», на честь однойменного корабля, який загинув 15 вересня 1942 року. Спущений на воду 7 грудня 1942 року, вступив у стрій 24 листопада 1943 року.

## Історія служби

### Друга світова війна
Після вступу у стрій, тренувального плавання та виправлення виявлених недоліків авіаносець «Уосп» з авіагрупою CVG-14 15 травня 1944 року увійшов до складу 5-го флоту.
Авіаносець брав участь в рейді на острови Маркус та Вейк (19-23.05.1944), забезпечував висадку десанту на Маріанські (11—23.06.1944; 04—05.07.1944; 21.07—05.08.1944) та Західні Каролінські острови (28.08—24.09.1944), завдавав ударів по військових об'єктах та аеродромах на островах Рюкю, Формоза та Лусон (10—19.10.1944).
В ході десантної операції в затоці Лейте та битви в затоці Лейте 26 жовтня 1944 року літаки з «Уоспа» потопили японський легкий крейсер «Noshiro».
10 листопада 1944 року авіаносець прийняв на борт авіагрупу CVG-81, з якою завдавав ударів по аеродромах на островах Лусон (11-18.12.1944), японських базах на островах Формоза, Рюкю, Лусон, в Індокитаї та Гонконгу (30.12.1944—22.01.1945). В ході битви за Іодзіму завдавав ударів по Токіо та Йокогамі (11.02-02.03.1945).
14 березня 1945 року змінив авіагрупу на CVG -86, з якою брав участь у рейді на Токіо та військово-морську базу Куре (14-19.03.1945).
19 березня 1945 року авіаносець був пошкоджений влучанням авіабомби, яка вибухнула на ангарній палубі. Під час гасіння пожежі в бортовий літакопідйомник влучив камікадзе. Внаслідок пожежі, що виникла одночасно на 5 палубах, загинула 101 людина, поранено 269. Авіаносець вирушив на ремонт у Перл-Гарбор.
Після ремонту 11 липня 1945 року авіаносець «Уосп» знову увійшов до складу діючого флоту з авіагрупою CVG-86 на борту. До закінчення війни авіаносець завдавав ударів по острову Вейк (18.07.1945), а також по Токіо, Кобе, Майдзуру та острову Хоккайдо (24-30.07 та 09-15.08.1945).
За час бойових дій винищувачі з «Уоспа» збили 221 японський літак.
Після закінчення бойових дій авіаносець був залучений до операції «Magic Carpet», в ході якої перевозив в Європу італійських військовополонених.

### Післявоєнна служба
17 лютого 1947 року авіаносець «Уосп» був виведений в резерв. Протягом травня 1949 року — вересня 1951 року корабель пройшов модернізацію за програмою SCB-27 і 28 вересня 1951 року знову був введений у стрій. 1 жовтня 1952 року перекласифікований у CVA-18.
27 квітня 1952 року, перебуваючи у Середземному морі, авіаносець зіткнувся з швидкохідним тральщиком (переобладнаним есмінцем) «Гобсон», внаслідок чого останній розламався на 2 частини та затонув. Загинуло 176 чоловік. Авіаносець був відправлений на ремонт.
Після ремонту, в жовтні 1952 року авіаносець взяв участь у навчаннях Мейнбрейс поблизу узбережжя Шотландії. Протягом 1953 року корабель здійснив навколосвітнє плавання.
У 1954 році «Уосп» був переведений на Тихий океан. Під час кризи між Китаєм та Тайванем у лютому 1955 року авіаносець перебував у Тайванській протоці, де, зокрема брав участь в евакуації військових та цивільного населення з острова Дачень, захопленого армією КНР. 9 лютого втратив літак AD-5W, який був збитий китайською ППО.
Протягом березня-грудня 1955 року корабель пройшов модернізацію за програмою SCB-125, внаслідок якої отримав кутову палубу та штормовий ніс (англ. Hurricane bow). 1 листопада 1956 року «Уосп» був перекласифікований в протичовновий авіаносець в CVS-18
У 1964 році знову модернізований за програмою FRAM.

#### Участь у космічній програмі
Авіаносець «Уосп» активно залучався до американської космічної програми Джеміні. Зокрема, він забезпечував посадку космічних апаратів Джеміні-4 (07.06.1965), Джеміні-6 (16.12.1965), Джеміні-7 (18.12.1965), Джеміні-9 (06.06.1966), Джеміні-12 (15.11.1966).

#### Завершення служби
Останні роки служби авіаносець «Уосп» провів у європейських водах. 1 липня 1972 року від був виключений зі списків флоту та проданий на злам 21 травня 1973 року.